# Fakulteta za fizikalno kemijo v Moskvi
Fakulteta za fizikalno kemijo v Moskvi (rusko факультет фундаментальной физико-химической инженерии) je javna fakulteta, ki ponuja študij fizikalne kemije in deluje v sklopu Moskovske državne univerze; ustanovljena je bila leta 2006.